# Fredrik Warg
Fredrik Warg, född 3 maj 1979 i Boliden, är en svensk före detta ishockeyspelare. Han inledde karriären i Boliden men flyttade till Modo för att gå hockeygymnasiet. Warg nådde A-laget i Modo och gjorde sin debut i Elitserien i ishockey 1999/2000. Samma säsong lånades han även ut till IF Sundsvall Hockey i Allsvenskan. Efter ytterligare säsonger med Modo varvat med utlåningar till Sundsvall Hockey och IF Björklöven lämnade han för Timrå 2005. I Timrå gjorde Warg succé under två säsonger och fick göra sin landslagsdebut. Han deltog även i världsmästerskapet 2007 i Ryssland. Efter ytterligare två säsonger med Modo gjorde han den 6 april 2009 klart med Skellefteå AIK.
På grund av en nackskada avslutade Warg sin karriär den 26 januari 2015.
Han är kusin till lagkamraten i landslaget och likaledes Skelleftebördige Jonathan Hedström.

## Klubbar
- Bolidens FFI 1994-1995
- Modo J20 1995-1998
- Örnsköldsviks SK 1998-1999
- Sundsvall Hockey 1999-2000
- Modo Hockey 1999-2005 2007-2009
- Timrå IK 2005-2007
- Skellefteå AIK 2009-2011
- Dinamo Riga 2011-2012
- Rögle BK 2012- 2013
- ERC Ingolstadt 2013
- Brynäs IF 2013-2014